# Введенско-Богородицкая церковь (Нынек)
Введенско-Богородицкий храм — православный храм в селе Нынек Удмуртской республики, принадлежит к  Сарапульской епархии.

## История
Приход села Нынек был открыт по указу Святейшего Синода от 26 октября 1898 года, в его состав вошли селения, ранее входившие в приходы Бемышевского завода, сёл Васильевское и Поршур: село Нынек, деревни Вишур, Давкино, Ольховка, Мокшур и починок Решетниковский.
Вначале богослужения совершались в молитвенном доме. В 1900 году на средства прихожан построена деревянная церковь, здание пожертвовано крестьянином деревни Вишур И. С. Шушпановым. Церковь освящена 10 марта 1902 года в честь и во славу Введения во храм Пресвятой Богородицы. Каменная церковь построена в 1907 году (архитектор — И. А. Чарушин) на средства прихожан и елабужского Черновского благотворительного комитета. Храм освящён 18 октября 1908 года.
Церковь закрыта на основании указа Президиума Верховного Совета УАССР от 29 мая 1940 года. До 2007 года в здании размещался Дом культуры. В 2008 году, в правой части церкви, возобновлены богослужения. В 2009 году начались реставрационные работы. Указом митрополита Ижевского и Удмуртского Николая от 8 апреля 2009 года — настоятелем Прихода Введенско — Богородицкого храма села Нынек, назначен священник Евгений Спиридонов. 10 августа 2010 г. был совершён чин освящения крестов и установлена малая маковка с крестом на верх восстановленной колокольни. 1 сентября 2010 года была поднята и установлена большая маковка.